# Dihidropteroat sintaza
Dihidropteroat sintaza (EC 2.5.1.15, dihidropteroat pirofosforilaza, DHPS, 7,8-dihidropteroat sintaza, 7,8-dihidropteroat sintetaza, 7,8-dihidropteroinska kiselina sintetaza, dihidropteroat sintetaza, dihidropteroinska sintetaza, 2-amino-4-hidroksi-6-hidroksimetil-7,8-dihidropteridin-difosfat:4-aminobenzoat 2-amino-4-hidroksidihidropteridin-6-meteniltransferaza) je enzim sa sistematskim imenom (2-amino-4-hidroksi-7,8-dihidropteridin-6-il)metil-difosfat:4-aminobenzoat 2-amino-4-hidroksidihidropteridin-6-meteniltransferaza. Ovaj enzim katalizuje sledeću hemijsku reakciju
(2-amino-4-hidroksi-7,8-dihidropteridin-6-il)metil difosfat + 4-aminobenzoat {\displaystyle \rightleftharpoons } difosfat + 7,8-dihidropteroat

## Literatura
- Nicholas C. Price; Lewis Stevens (1999). Fundamentals of Enzymology: The Cell and Molecular Biology of Catalytic Proteins (Third изд.). USA: Oxford University Press. ISBN 019850229X.
- Eric J. Toone (2006). Advances in Enzymology and Related Areas of Molecular Biology, Protein Evolution (Volume 75 изд.). Wiley-Interscience. ISBN 0471205036.
- Branden C; Tooze J. Introduction to Protein Structure. New York, NY: Garland Publishing. ISBN 0-8153-2305-0.
- Irwin H. Segel. Enzyme Kinetics: Behavior and Analysis of Rapid Equilibrium and Steady-State Enzyme Systems (Book 44 изд.). Wiley Classics Library. ISBN 0471303097.

## Spoljašnje veze
- Dihydropteroate+synthase на 